# Duki (rappeur)
Pour les articles homonymes, voir Duki.
Duki, de son vrai nom Mauro Ezequiel Lombardo Quiroga (né le 24 juin 1996 à Almagro, Buenos Aires), est un rappeur et compositeur argentin. Il contribue à la popularisation du trap en Argentine comme l'un des précurseurs de l'explosion du trap latino dans le pays. Il est cité dans plusieurs médias comme l'un des « leaders du mouvement urban » dans son pays.
Mauro émerge de ses participations aux battles de freestyle, notamment de la compétition El Quinto Escalón, qui en devenant un phénomène viral sur YouTube, lui donne sa première part de popularité lorsqu'il est proclamé champion en 2016. Sa victoire lui permet de sortir son premier single No vendo trap et de travailler avec le producteur Omar Varela quelques mois plus tard. En 2017, il fait irruption sur la scène musicale argentine grâce à son premier single classé dans les charts, She Don't Give a FO, année au cours de laquelle il fait partie du supergroupe Modo diablo aux côtés des rappeurs YSY A et Neo Pistea, dont les singles Quavo et Trap N' Export contribuent à populariser et à former un culte massif autour du genre trap en Argentine.

## Biographie

### Enfance et influence
Mauro Ezequiel Lombardo naît le 24 juin 1996 à Almagro, Buenos Aires, deuxième fils de Sandra Quiroga Pérez, avocate, et de Guillermo Lombardo, graphiste, d'origine irlandaise et indigène pour sa mère et italienne et austro-hongroise pour son père. Son frère aîné, Nahuel, est spécialisé dans l'ingénierie du son, et sa sœur cadette, Candela, fait partie de son équipe de travail. Mauro grandit à La Paternal après le divorce de ses parents, et bien qu'il soit allé à l'école, il n'a jamais terminé le lycée.
Pendant son enfance, sa famille le stimule sur le plan musical, en lui faisant écouter toutes sortes de genres, dont le country rock, la salsa, le disco, la pop latino et le punk rock. Les artistes et groupes que ses parents écoutaient le plus étaient Virus, Queen, Alejandro Sanz et Luis Miguel, et son frère était fan de Luis Alberto Spinetta et Charly García. Avant de découvrir le rap, Mauro est fan de garage rock et son groupe préféré est Linkin Park, si bien que son désir d'enfant était de former un groupe de rock. C'est grâce à Eminem et 50 Cent qu'il commence à développer un intérêt à long terme pour le hip-hop et le rap.

### Débuts
En 2013, Lombardo participe à son premier battle, avec un autre rappeur nommé Salva, dans une compétition appelée Madero Free, où il sort victorieux des concurrents Monto et Ambro. Lombardo se souviendra de ce battle des années plus tard qu'il décrit « horrible et désastreux, mais on a gagné ». Il participe également à une compétition underground appelée Union de Zonas, où il affronte Dani et Elai aux côtés de Felpa. Il retourne également à Madero Free, où il affronte de nouveau Dani. Il participe ensuite à d'autres compétitions qui gagnaient en notoriété sur Internet, comme Las Vegas Freestyle et Refugio. C'est également à cette époque qu'il fait partie de son premier crew, Atuanorinos Tripulación.
Grâce à sa popularité croissante, Duki commence à composer et à produire plusieurs chansons afin de lancer sa carrière musicale. Dans le studio BoomBox, il commence à collaborer avec le producteur Omar Varela de Mueva Records. La premier morceau issu de cette collaboration est Hello Cotto, qui atteint 15 millions de lectures dans les premières semaines depuis sa sortie en septembre 2017. En novembre, il sort She Don't Give a FO, en collaboration avec Khea, qui atteint la 7e place du classement argentin, et est certifiée disque d'or par la PROMUSICAE espagnole. Deux semaines plus tard, il participe au single Loca de Khea et Cazzu, qui sera le premier morceau trap argentin à dépasser les 100 millions de lectures sur YouTube (et plus tard, 200 millions), atteignant la troisième place du classement argentin et étant certifiée or par la RIAA. Le dernier single qu'il sort en 2017 (et également le premier clip vidéo publié début 2018 sur sa chaîne YouTube) est Rockstar, qui finit par clarifier le nouveau positionnement du trap en Argentine.

### Succès
En 2020, Duki annonce se concentrer sur la sortie de morceaux et moins de singles. Plus tôt dans l'année, il participe à l'album YHLQMDLG de Bad Bunny sur le titre Hablamos mañana. Il sort ensuite les singles EO EO et Por mi nombre, expérimentant le sous-genre du trap. À la mi-2020, il obtient deux nominations aux Latin Grammy Awards dans les catégories « meilleure chanson rap/hip-hop » pour Goteo et « meilleure fusion/interprétation urbaine » pour sa collaboration sur Hablamos mañana. Le 24 juin, jour de son anniversaire, il sort un EP de 24 minutes intitulé 24, qui contient huit chansons et témoigne d'une production plus expérimentale et plus élaborée de Duki. Le 29 août, il participe au remix du single de Rei Pininfarina avec Neo Pistea, qui atteint la 33e place du Hot 100 argentin. Au cours du mois d'octobre, et inspiré par une interview qu'il avait réalisée quelques mois plus tôt dans son restaurant italien préféré, il lance une série d'interviews sur YouTube intitulée Fideos con Duko, où il interviewe des artistes tels que Homer the Mero Mero, Obie Wanshot et Lucho SSJ, ainsi que sa propre mère dans le cadre d'une émission spéciale pour la fête des mères.
Le 20 octobre 2024, il annonce la sortie de son quatrième album studio : Ameri, prévu pour le 31 octobre du même mois, la tracklist présente le projet avec quinze singles dont des collaborations avec Myke Towers, Wiz Khalifa, Morad, Arcángel, YSY A, Bizarrap, Milo J, entre autres,.

## Discographie partielle

### Albums studio
- 2019 : Súper sangre joven
- 2021 : Desde el fin del mundo
- 2023 : Antes de Ameri
- 2024 : Ameri

### EP
- 2020 : 24
- 2021 : Temporada de reggaetón
- 2022 : Temporada de reggaetón 2

### Albums live
- 2021 : Vivo: Desde el fin del mundo

## Distinctions
| Année | Récompense              | Catégorie                            | Nommé                    | Résultat   | Réf.   |
| ----- | ----------------------- | ------------------------------------ | ------------------------ | ---------- | ------ |
| 2018  | MTV Europe Music Awards | Meilleur groupe d'Amérique du Sud    | —                        | Nomination | [ 17 ] |
| 2018  | Martín Fierro Awards    | Meilleur artiste                     | —                        | Nomination | [ 18 ] |
| 2019  | Premios Gardel          | Meilleur album ou morceau urban/trap | Si te sentís sola        | Nomination | [ 19 ] |
| 2019  | Premios Gardel          | Meilleure collaboration urban/trap   | Sin culpa                | Nomination | [ 19 ] |
| 2020  | Premios Gardel          | Meilleur album ou morceau urban/trap | Tumbando el club (remix) | Nomination | [ 20 ] |
| 2020  | Premios Gardel          | Meilleure collaboration trap/urban   | Tumbando el club (remix) | Nomination | [ 20 ] |
| 2020  | Latin Grammy Awards     | Meilleure performance fusion/trap    | Hablamos mañana          | Nomination | [ 21 ] |
| 2020  | Latin Grammy Awards     | Meilleur morceau hip-hop             | Goteo                    | Nomination | [ 21 ] |
| 2021  | Premios Gardel          | Meilleur collaboration urban/trap    | Goteo (remix)            | Nomination | [ 22 ] |